# Alessandro Resch
Alessandro Resch (Avezzano, 19 novembre 1892 – Cerchio, 8 gennaio 1966) è stato un aviatore italiano, asso accreditato di cinque abbattimenti confermati durante la prima guerra mondiale.

## Biografia
Alessandro Resch nacque ad Avezzano il 19 novembre 1892 da una famiglia di piccoli imprenditori. Appassionato di meccanica, aiutava il padre nella conduzione delle imprese famigliari.
All'atto dell'arruolamento, nel settembre del 1912 fu assegnato al 7º Battaglione Bersaglieri Ciclisti, prodigandosi con entusiasmo nella messa a punto del materiale ciclistico e motociclistico.
Il 13 gennaio 1915, nel terribile terremoto che sconvolge la zona di Avezzano perde la madre e cinque sorelle.
Inviato al fronte il 18 maggio col grado di caporalmaggiore, Resch viene promosso sergente per meriti speciali e nel maggio del 1916 è ammesso alla scuola di pilotaggio di Mirafiori.
Dopo il periodo di addestramento, l'8 luglio 1916, con il grado di aspirante ufficiale, Alessandro Resch è assegnato alla 26ª Squadriglia, dotata di aeroplani Voisin III, sul campo di Santa Maria la Longa.
Il giorno di ferragosto del 1916, quattro aerei della 26ª squadriglia effettuano una missione di bombardamento sulla stazione ferroviaria di Reifenberg (ora Branik in Slovenia).
Il Voisin di Resch, che ha come osservatore il sottotenente Vincenzo Lioy, è attaccato da due Fokker A.III austro-ungarici sul cielo di Komen. Uno dei due Fokker (serie 03.44), colpito dalla mitragliatrice Fiat del Voisin di Resch, subisce il distacco dell'ala e si abbatte al suolo. L'altro Fokker serie 03.52 è visto allontanarsi verso Aidussina.
Il 22 successivo, Resch è impegnato in una missione di ricognizione sul Carso. Il Voisin è fatto oggetto del tiro dell'artiglieria contraerea. I frammenti di uno shrapnel colpiscono il Voisin e feriscono Resch. Nonostante il sangue che cola sul volto e che gli offusca la vista, Resch riesce a ritornare al campo. Per questa impresa riceve una prima medaglia d'argento al valore militare.
Dopo lo scioglimento della 26ª squadriglia, Resch compie il corso di abilitazione sul Nieuport. Al termine del corso, promosso sottotenente, è trasferito in forza alla 70ª Squadriglia Caccia sulla base di Istrana. Durante l'attacco alla base del 26 dicembre, che porterà allo scontro noto come Battaglia di Istrana, Resch è pilota di allarme ed è tra i primi ad apprestarsi al decollo ma, durante il rullaggio il suo Hanriot HD.1 è investito da colpi di mitragliatrice e non riesce a staccarsi dal suolo. Non essendovi più velivoli disponibili, Resch è costretto a rimanere a terra.
Dopo varie missioni senza esito, interrotte per malfunzionamenti del motore o inceppamenti della mitragliatrice, Alessandro Resch ha l'occasione giusta il 17 aprile 1918.
Mentre è in volo con altri piloti della 70ª squadriglia per una missione di pattugliamento, viene avvistata sul cielo di Quero una formazione austriaca composta da circa otto caccia della Flik 42J che scortano due ricognitori della Flik 52D.
Nel corso del combattimento in collaborazione con Flaminio Avet, Leopoldo Eleuteri e Aldo Bocchese, Resch riesce a mettere a segno una lunga raffica su uno dei due ricognitori, un Hansa-Brandenburg C.I serie 169.35 che perde un'ala e s'incendia, precipitando nei pressi di Bigolino.
Nel corso del combattimento Resch partecipa all'abbattimento di altri due Albatros D.III(Oef) della Flik 42J.
Il 22 aprile, Resch ha una brutta avventura da cui esce illeso, riuscendo ad effettuare un atterraggio di fortuna con l'Hanriot che, a causa della benzina fuoriuscita per la rottura del serbatoio, che ha inzuppato l'abitacolo, il volto e la combinazione di volo del pilota, è una vera e propria "molotov volante".
Dopo un periodo di licenza, Resch rientra il servizio il 14 giugno, in tempo per la cosiddetta Battaglia del solstizio.
Il 12 luglio durante un volo di pattugliamento lungo le linee dal Grappa al Montello, ottiene la sua quinta vittoria abbattendo quello che identifica nel suo rapporto come "Halberstadt" che cade nella zona di Boffat-Col dell'Orso.
Con molta probabilità si trattava dell'Albatros D.III (Oef) 153.259 della Flik 30J.
Nei giorni di Vittorio Veneto, Resch è impegnato in azioni di attacco al suolo, con mitragliamento e spezzonamento delle colonne austro-ungariche. Il 4 novembre, con la fine della guerra, giunge anche la promozione a capitano.

## Dopoguerra
Alessandro Resch è posto in congedo il 30 ottobre 1919. Rientra nella Regia Aeronautica nel 1927 con una ferma a rinnovo trimestrale. Lasciata definitivamente l'aeronautica militare nel 1928, trova impiego come pilota civile nelle Avio Linee Italiane.
Collabora alla preparazione della Crociera aerea del Decennale e nel 1938 stabilisce il record di velocità tra Roma e Parigi per aerei passeggeri a bordo di un Fiat APR.2.
Allo scoppio della seconda guerra mondiale, le Avio Linee Italiane sono militarizzate e Resch compie numerosi voli di collegamento con i Balcani e La Grecia.
Nel 1941, con il grado di tenente colonnello, Alessandro Resch rientra nei ranghi della Regia Aeronautica, assicurando i collegamenti con l'Albania e l'est europeo.
Il giorno dell'armistizio Alessandro Resch è a Milano e decide di restare a servizio dell'aeronautica della Repubblica Sociale Italiana, dalla quale è posto in congedo nel 1944.
Nel 1949 giunge anche il licenziamento dalle Avio Linee Italiane, che hanno cessato l'attività di volo.
Alessandro Resch muore a Cerchio, in provincia dell'Aquila, per un tumore, l'8 gennaio 1966.

## Vittorie
Alessandro Resch ottenne complessivamente 5 vittorie confermate.
| Nr | data           | compagnia              | aereo        | contro                                | località      |
| 1  | 15 agosto 1916 | 26ª Squadriglia        | Voisin III   | Fokker A.III                          | Komen         |
| 2  | 17 aprile 1918 | 70ª Squadriglia Caccia | Hanriot HD.1 | Hansa-Brandenburg C.I 169.35 Flik 52D | Valdobbiadene |
| 3  | 17 aprile 1918 | 70ª squadriglia        | Hanriot HD.1 | Albatros D.III (Oef) 153.152 Flik 42J | Valdobbiadene |
| 4  | 17 aprile 1918 | 70ª squadriglia        | Hanriot HD.1 | Albatros (Oef) D.III Flik 42J         | Valdobbiadene |
| 5  | 12 luglio 1918 | 70ª squadriglia        | Hanriot HD.1 | Albatros (Oef) D.III 153.259 Flik 30J | Grappa        |